# Le Thoronet
Le Thoronet là một xã ở tỉnh Var trong vùng Provence-Alpes-Côte d’Azur, Pháp. Xã này có diện tích 37,53 km², dân số năm 2006 là 2012 người. Xã này nằm ở khu vực có độ cao trung bình 180 mét trên mực nước biển.